# Battaglia di Vindonissa
La battaglia di Vindonissa fu combattuta nel 298 a Vindonissa (moderna Windisch, Svizzera) tra l'esercito romano comandato dal cesare Costanzo Cloro e quello degli Alemanni: lo scontro risultò in una vittoria romana, che rafforzò la frontiera del Reno.